# Fuhrländer
Koordinaten: 50° 38′ 34″ N, 8° 5′ 17,9″ O

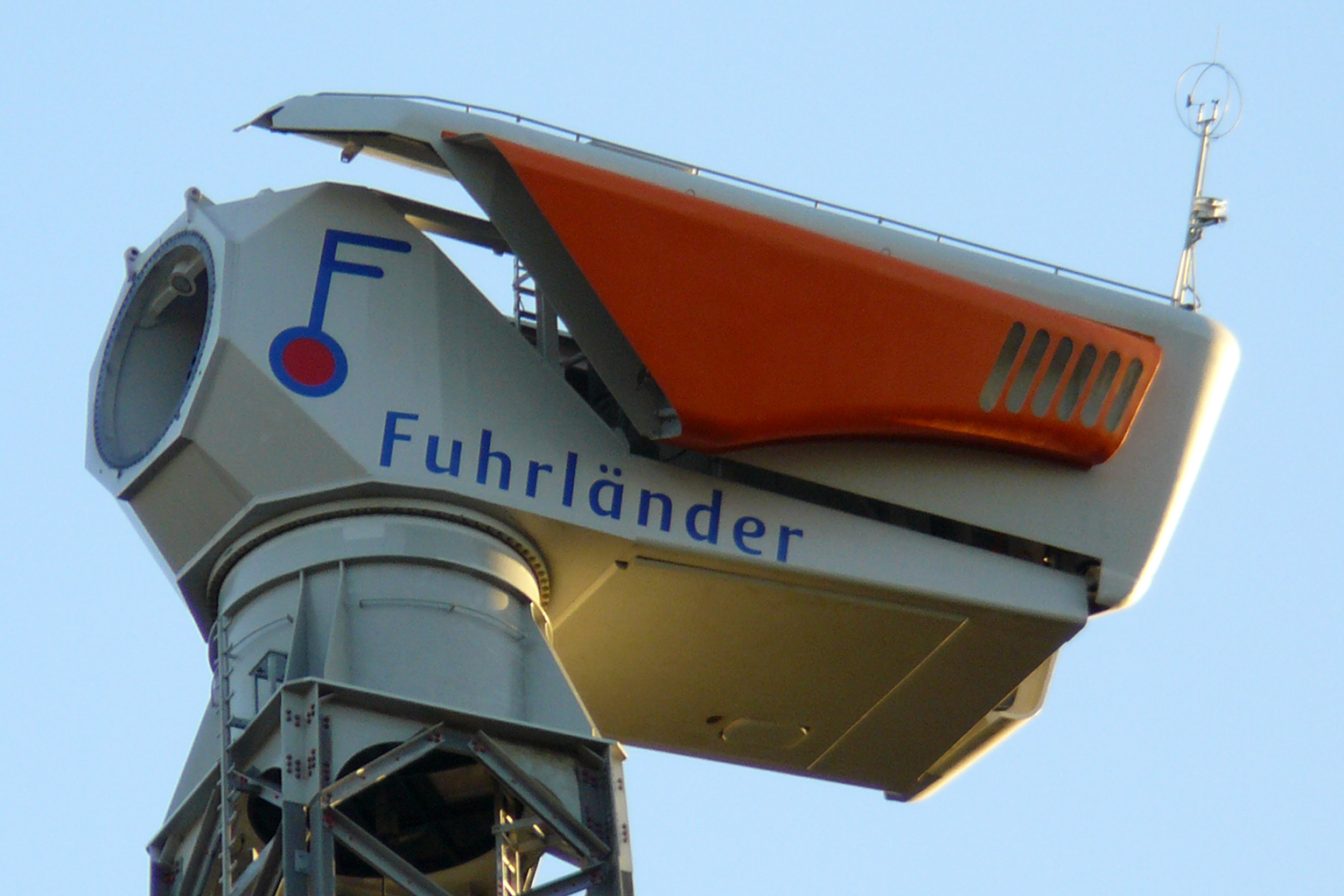
Die Gondel einer Fuhrländer-Anlage bei der Montage

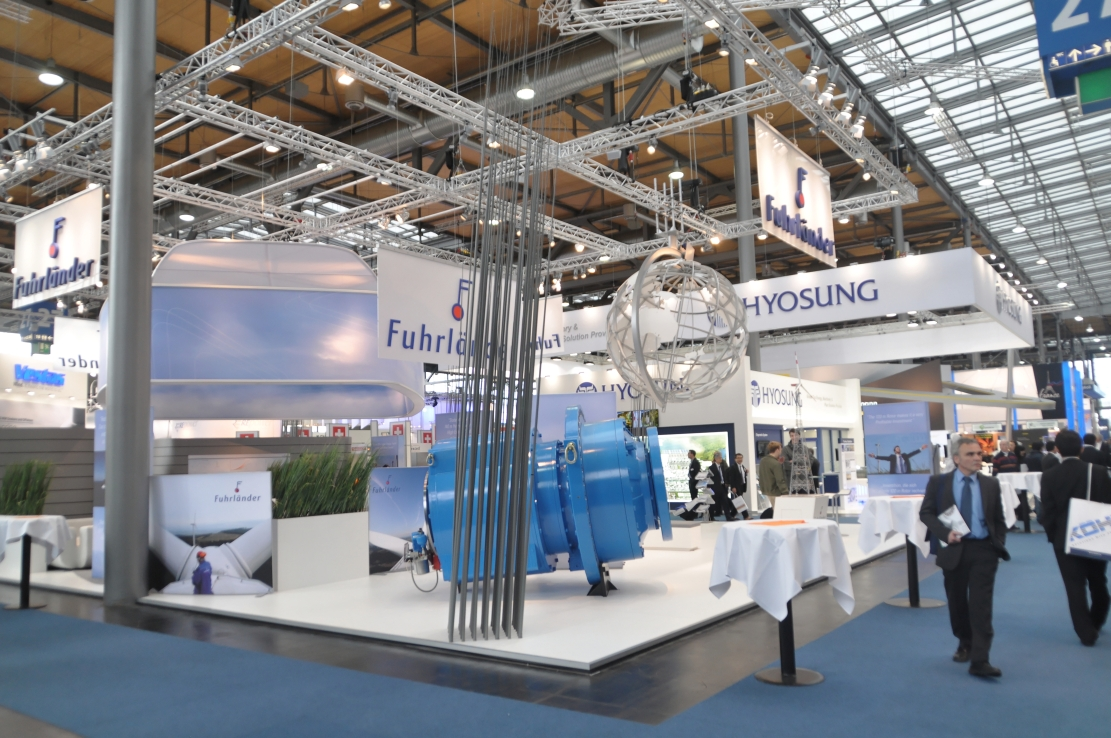
Der Stand auf der Hannover Messe 2012

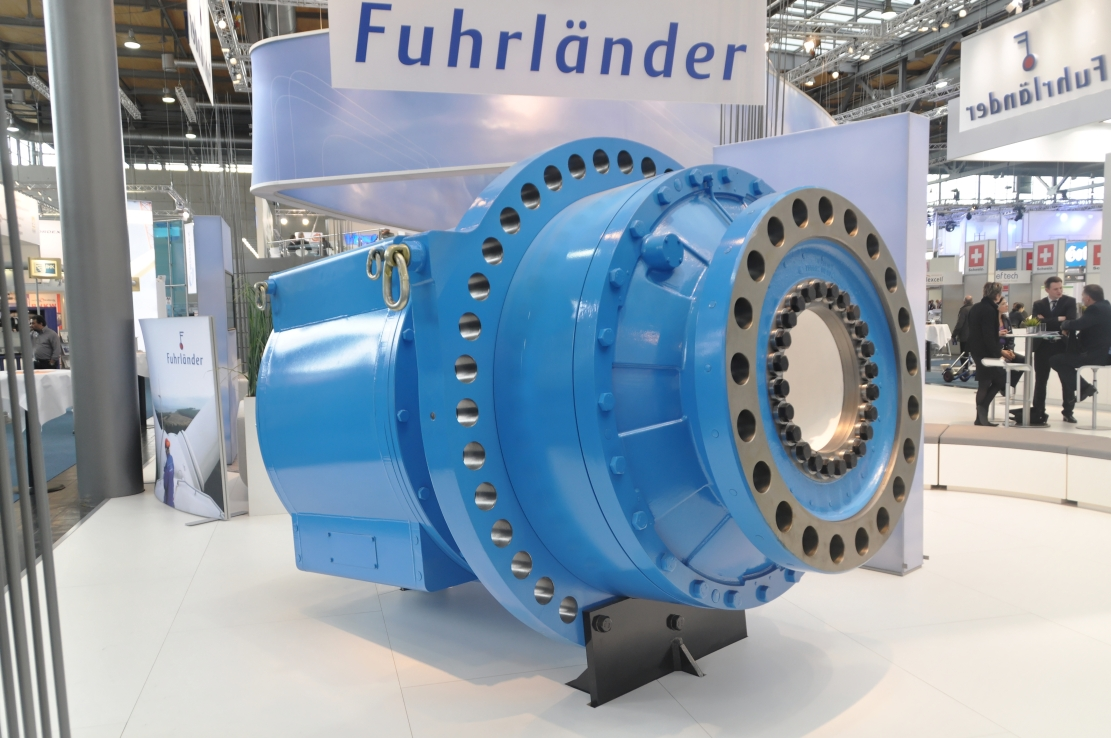
Der Stand auf der Hannover Messe 2012

Die Fuhrländer AG war ein Hersteller von Windkraftanlagen aus dem Westerwald mit Sitz und Produktion in Liebenscheid. Ein weiterer Standort des Unternehmens befand sich am Ursprungsstandort in Waigandshain. Das konzernunabhängige Unternehmen stellte Windkraftanlagen unterschiedlicher Leistungsklassen bis 2,5 Megawatt her und realisierte weltweit Windparks. Zur Überwachung des Betriebs von Windkraftanlagen (Condition-Monitoring) unterhielt Fuhrländer ein herstellerunabhängiges Servicesystem, das durch Kommunikationstechnik bei Störungen in der Anlage den zuständigen Techniker informierte (beispielsweise per SMS) und internetbasierte Diagnose- und Dokumentationsmöglichkeiten für Betriebs- und Leistungsdaten bot. 
Aufgrund einer Insolvenz wurde die Gesellschaft der Fuhrländer AG im Dezember 2012 aufgelöst. Der Geschäftsbetrieb der Fuhrländer AG ist seit Sommer 2013 endgültig beendet. Rund ein Drittel der Mitarbeiter ist von einem neuen Unternehmen namens FWT Trade übernommen worden. Der Rest der Mitarbeiter hat Beschäftigung u. a. bei seebaWind und Windparkservice gefunden.

## Geschichte
Das Unternehmen wurde 1960 als metallverarbeitender Betrieb gegründet und stieg in den 1980er Jahren durch Übernahme eines renommierten Herstellers in die Windbranche ein. Durch Wartungsarbeiten an Windkraftanlagen gewann das Unternehmen an Kompetenz in diesem Sektor. Eigene Anlagen bis 250 kW folgten schnell. 1997 stieg die Fuhrländer AG in die Megawatt-Klasse ein. 
In Portugal und Japan führte man eine 1,5-MW-Klasse ein, später wurde eine 60-Hz-Variante mit einer drehzahlvariablen Anlage realisiert.
In China hatte Fuhrländer für die weitere Erschließung des Marktes eine eigene Fertigung aufgebaut sowie Lizenzen an bekannte Technologie-Unternehmen vergeben.
Für die Ausfuhr von Fuhrländer-Windkraftwerken in Asien war seit 2000 die japanische, von Densei Lambda (heute TDK Lambda) selbstständig gewordene Technologie-Aus- und -Einfuhrfirma NEIC Japan mit Sitz in Tokyo zuständig (gegründet vom ehemaligen DENSEI-Partner NEIC Import-Export GmbH in Düsseldorf), die mit den exportierten Fuhrländer-Windkraftwerken in Japan bereits insgesamt 30 MW Leistung erbringt.
2004 übernahm die Fuhrländer AG die Onshore-Aktivitäten der Pfleiderer AG. Die 
Fuhrländer-Pfleiderer GmbH & Co. KG war Nachfolger der  Pfleiderer Wind Energy, die seit dem Jahr 2000 existierte und auf erworbenen Lizenzen von aerodyn Energiesysteme GmbH aufbaute.
Ab 2007 wurde im Gewerbegebiet am Flughafen Siegerland ein neues Werksgelände errichtet, das im folgenden Jahr in Betrieb genommen worden ist. Neben dem Unternehmenssitz entstand eine Fabrikhalle mit einer Fertigungskapazität von 200 Windkraftanlagen pro Jahr.
Ende 2011 übernahm Fuhrländer das auf die Entwicklung von Windkraftanlagen spezialisierte Ingenieurbüro W2E Wind to Energy GmbH mehrheitlich. Beide Unternehmen hatten bereits zuvor miteinander kooperiert.
Im August 2012 wurde bekannt, dass die Windgröße GmbH, die im Besitz zweier ukrainischer Investoren war, die Anteile Joachim Fuhrländers übernommen hatte und nun mit etwa 80 Prozent der Anteile Mehrheitsaktionär war. Ursprünglich war gemeldet worden, dass der russische Kernenergiekonzern Rosatom Fuhrländer übernommen habe, was aber dementiert wurde.
Am 20. September 2012 meldete Fuhrländer Insolvenz an. Als Grund für die Insolvenz wurden „kundenseitige Projektverschiebungen“ genannt, die zu Verzögerungen bei diesen Projektzahlungen geführt hätten. Die Gesellschaft wurde aufgrund der Eröffnung des Insolvenzverfahrens am 17. Dezember 2012 aufgelöst.
Am 6. Februar 2013 wurde die Freistellung fast aller restlichen Mitarbeiter bekannt. Auch die 85 Auszubildenden mussten sich eine neue Ausbildungsstelle suchen. Der Insolvenzverwalter suche nach diesen Quellen nach einem Investor, überlege aber auch, die Produktion in Liebenscheid einzustellen. Alle anderen Standorte kämen auf den Prüfstand.
Am 28. Februar gab man bekannt, die Verkaufspläne hätten sich zerschlagen. Demnach würde Fuhrländer liquidiert, erhalten bliebe jedoch die Service- und Wartungsabteilung mit etwa 40 Mitarbeitern, die ein Investor übernähme (s. u.). Dessen Vertrag beinhalte aber keine Anlagenlizenzen. Diese blieben beim Konstruktionsbüro W2E, an dem Fuhrländer ebenfalls beteiligt war.

## Produktpalette

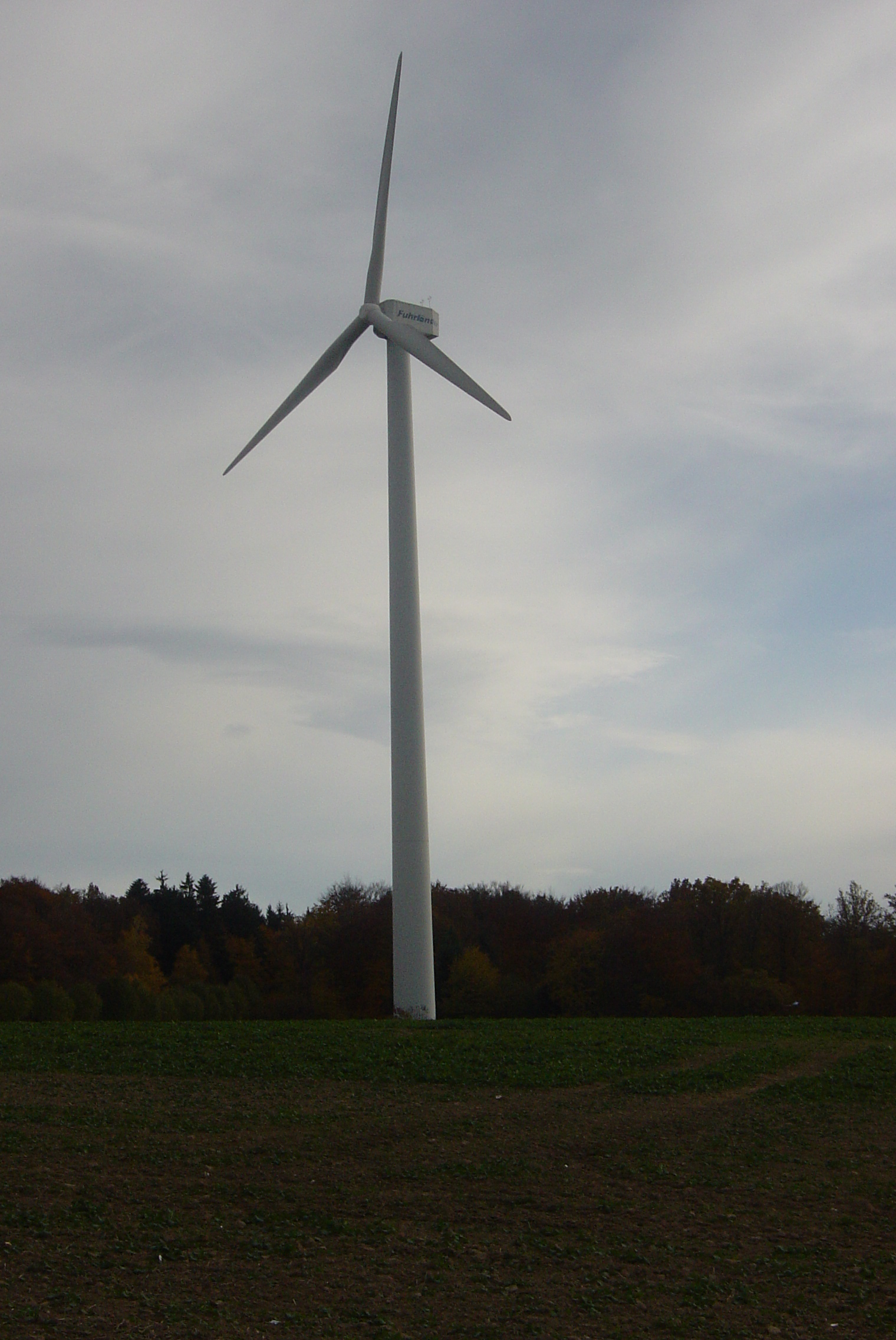
FL 1000 in Hessen

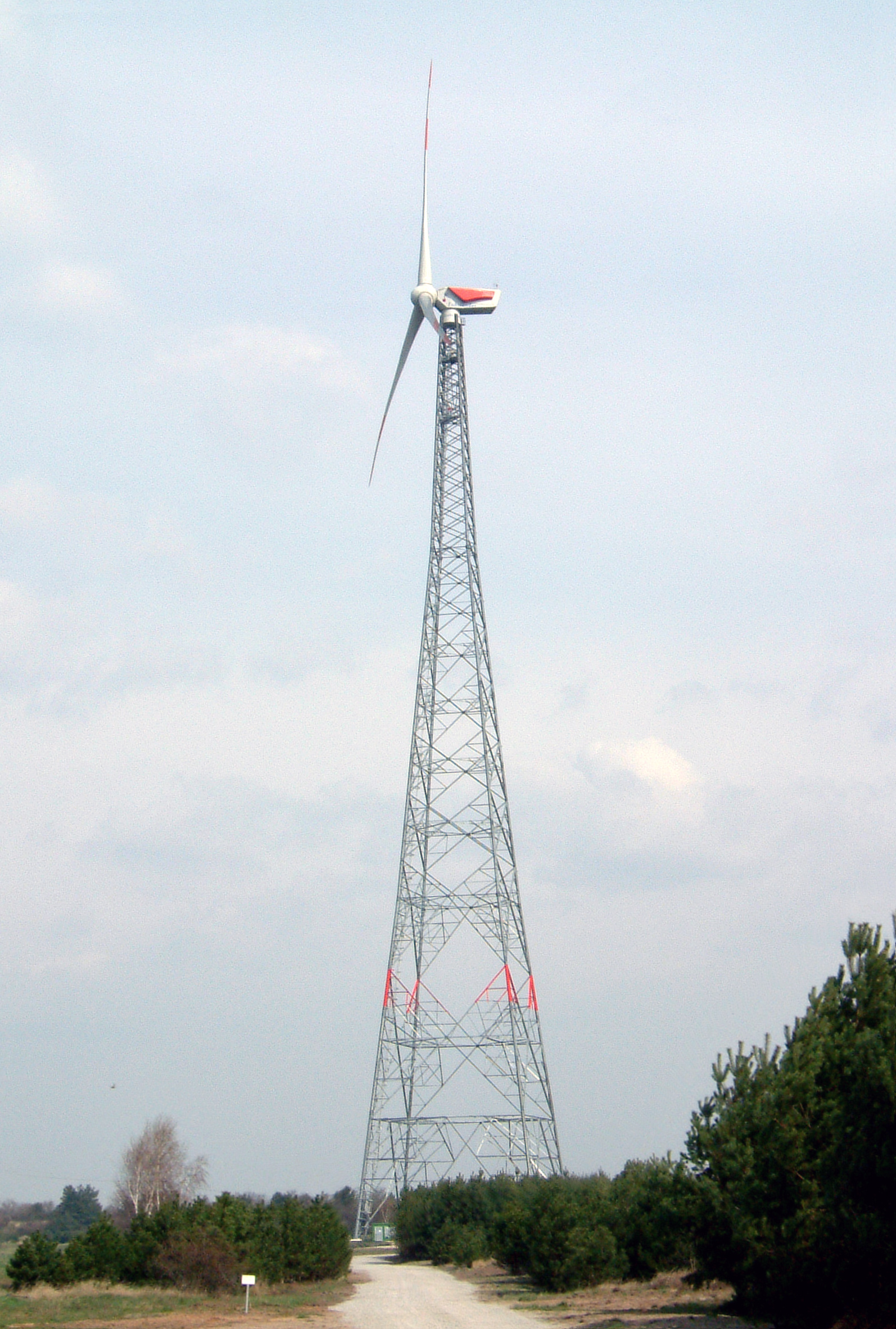
Windkraftanlage Laasow

Fuhrländer stellte Windkraftanlagen mit bis zu 2,5 MW Nennleistung und mit Nabenhöhen bis 160 m her, mit denen das Binnenland und waldreiche Gebiete noch besser für die Windenergie erschlossen werden sollten. Erhältlich waren die Turbinen des Typs FL 2500, die über ein konventionelles Design mit Getriebe verfügten, mit Rotordurchmessern von 90 m, 100 m und 104 m. Im Dezember 2012 wurden im Windpark Nowy Tomyśl am Standort Paproć nahe der polnischen Kleinstadt Nowy Tomyśl die bis dato höchsten Windkraftanlagen der Welt errichtet. Die beiden Anlagen des Typs FL 2500 stehen, wie die Anlage in Laasow, auf einem 160 m hohen Stahlfachwerkturm, besitzen aber einen Rotordurchmesser von 100 m und somit eine Gesamthöhe von 210 m. Damit wird die Windkraftanlage Laasow, die einen Rotordurchmesser von 90 m hat, in der Gesamthöhe um 5 Meter übertroffen. Anfang 2014 löste der Prototyp der Offshore-Anlage Vestas V164-8.0 diese als Rekordhalter ab.
In der Megawatt-Klasse waren die FL 1500 mit einem Rotordurchmesser von 70 m bzw. 77 m und 1,5 MW Nennleistung sowie die FL MD 70/77 mit gleichen Leistungscharakteristiken erhältlich. Daneben wird auch die FL 1250 mit einem Rotordurchmesser von 62 m und einer Nennleistung von 1300 kW angeboten. Die FL 1500 ist Baugleich mit der Protec MD.
Diese Anlagen der 1,5-MW-Klasse, ursprünglich entwickelt von der „pro + pro Energiesysteme“ (einem Tochterunternehmen der aerodyn Energiesysteme und Denker & Wulf), wurde als Lizenz vergeben und von diversen Herstellern gebaut: Nordex, REpower, Südwind, Jacobs Energie, Dong Fang.
Ferner existierte mit der FL 600 noch eine kleinere Anlage mit 50 m Rotordurchmesser bei einer Nennleistung von 600 kW. 
Des Weiteren befand sich eine 3-MW-Anlage für moderate Windgeschwindigkeiten (IEC IIa) mit der Bezeichnung FL 3000 in der Entwicklung (konstruiert von W2E). Diese Anlage verfügt über einen 120 m Rotor, womit sich eine Rotorfläche von 11.390 m² ergibt, das Verhältnis von Rotorfläche zu Nennleistung liegt folglich bei rund 3,8 m² pro kW. Der Antriebsstrang, der von dem Getriebehersteller Winergy (Flender GmbH) unter dem Markennamen HybridDrive entwickelt wurde, besteht aus einem zweistufigen Planetengetriebe sowie einem mittelschnell laufenden Permanentmagnet-Generator mit Wasserkühlung, der den Strom über Vollumrichter ins Netz speist, auf eine Kupplung und eine Stirnradstufe, wie sie bei herkömmlichen Getriebekonzepten verbreitet sind, wurde verzichtet. Dieser Antriebsstrang kommt bei der FL 3000 zum ersten Mal zum Einsatz und soll neben einer Gewichtseinsparung und einer Effizienzsteigerung verglichen mit herkömmlichen Antriebssträngen aufgrund der kompakten Bauweise auch zu einem geringeren Platzbedarf in der Gondel führen. Die Einschaltgeschwindigkeit der FL 3000 beträgt 3 m/s, Nennleistung wird bei ca. 13 m/s erreicht, die Abschaltgeschwindigkeit liegt bei 25 m/s. Der Prototyp dieser Anlage, die auf Türmen von 90 m bis 140 m angeboten wird, sollte ursprünglich 2012 aufgestellt werden, durch die Insolvenz von Fuhrländer konnte dies jedoch nicht realisiert werden.
Im Herbst 2013 ist der Prototyp der 3-MW-Anlage in Kankel bei Rostock errichtet worden.

### Anlagentypen

#### Fuhrländer
| Anlagentyp  | Nennleistung (kW) | Rotordurchmesser (m) | Bild |
| ----------- | ----------------- | -------------------- | ---- |
| FL20        | 20                | 12                   |      |
| FL30        | 30                | 13                   |      |
| FL100       | 100               | 21                   |      |
| FL250       | 250               | 29                   |      |
| FL800       | 800               | 52,7                 |      |
| FL1000      | 1000              | 54                   |      |
| FL1000 Plus | 1000              | 54                   |      |
| FL MD70     | 1500              | 70                   |      |
| FL MD77     | 1500              | 77                   |      |
| FL2500      | 2500              | 90 100               |      |

#### Wind to Energy
| Anlagentyp | Nennleistung (kW) | Rotordurchmesser (m) | Bild |
| ---------- | ----------------- | -------------------- | ---- |
| W2E-100    | 2000              | 100                  |      |
| W2E-120    | 3200              | 120                  |      |

#### FWT
| Anlagentyp | Nennleistung (kW) | Rotordurchmesser (m) | Bild |
| ---------- | ----------------- | -------------------- | ---- |
| FWT 3000   | 3000              | 120                  |      |

## Sonstiges
- Im brasilianischen Bundesstaat Ceará plante die Fuhrländer AG den Bau eines weiteren Produktionswerks, einer Lehrwerkstatt sowie einer Schule.
- In der Energielandschaft Morbach war der Bau einer 210 Meter hohen Fuhrländer FL-2500 (100-Meter-Rotor auf 160-Meter-Turm) geplant, doch wurde dieser Bau, obwohl baurechtlich genehmigt, wegen Unstimmigkeiten zwischen der Betreiberfirma, die auch projektierte, und der Herstellerfirma an diesem Standort nicht errichtet.

## Belege
1. ↑  Geschäftsbericht 2009 (PDF; 1,6 MB). Abgerufen am 10. Dezember 2011.
2. 1 2  Bekanntmachung im Unternehmensregister vom 27. Dezember 2012. Archiviert vom Original (nicht mehr online verfügbar) am 17. November 2019; abgerufen am 24. November 2019.  Info: Der Archivlink wurde automatisch eingesetzt und noch nicht geprüft. Bitte prüfe Original- und Archivlink gemäß Anleitung und entferne dann diesen Hinweis.
3. ↑  Fuhrländers Drei-MW-Konzept im Test. (Memento vom 20. Oktober 2013 im Internet Archive) In: Erneuerbare Energien, 2. Oktober 2013, abgerufen am 31. Oktober 2013.
4. ↑  Unternehmensgeschichte auf dem Webauftritt der Düsseldorfer Firma: Unternehmen (Memento vom 5. März 2011 im Internet Archive)
5. ↑  Seite des deutschen Generalkonsulats in Japan über deutsche Windkrafttechnologie: 環境先進国　ドイツ("Umweltvorreiterland Deutschland") (Memento vom 29. Mai 2010 im Internet Archive)
6. ↑  Fuhrländer übernimmt Pfleiderer. In: windmesse.de.
7. ↑  Pfleiderer AG gründet Pfleiderer Wind Energy AG. In: iwr.de.
8. ↑  Fuhrländer Historie (Seite nicht mehr abrufbar, festgestellt im April 2018. Suche in Webarchiven) (PDF; 2,7 MB), Website von Fuhrländer, abgerufen am 21. Januar 2012.
9. ↑  Fuhrländer AG und W2E Wind to Energy GmbH gehen gemeinsamen Weg. (Seite nicht mehr abrufbar, festgestellt im April 2018. Suche in Webarchiven) Pressemitteilung von Fuhrländer, abgerufen am 21. Januar 2012.
10. ↑  Neue Investoren und Manager. Neustart bei Fuhrländer. (Memento des Originals vom 12. August 2012 im Internet Archive)  Info: Der Archivlink wurde automatisch eingesetzt und noch nicht geprüft. Bitte prüfe Original- und Archivlink gemäß Anleitung und entferne dann diesen Hinweis. In: Siegener Zeitung, abgerufen am 19. August 2012.
11. ↑   Fuhrländer will in Deutschland, Polen und der Ukraine im Binnenland wachsen. (Memento vom 29. März 2013 im Internet Archive) Pressemitteilung vom 8. August 2012, abgerufen am 19. August 2012.
12. ↑   Fuhrländer AG stellt Insolvenzantrag. (Memento vom 24. März 2013 im Internet Archive) Website der Fuhrländer AG.
13. ↑  Fuhrländer AG meldet Insolvenz an. (Seite nicht mehr abrufbar, festgestellt im März 2025. Suche in Webarchiven)  Info: Der Link wurde automatisch als defekt markiert. Bitte prüfe den Link gemäß Anleitung und entferne dann diesen Hinweis. In: Herborner Tageblatt, 21. September 2012, abgerufen am 24. September 2012.
14. ↑  Fuhrländer stellt 148 Mitarbeiter frei. (Memento des Originals vom 1. November 2013 im Internet Archive)  Info: Der Archivlink wurde automatisch eingesetzt und noch nicht geprüft. Bitte prüfe Original- und Archivlink gemäß Anleitung und entferne dann diesen Hinweis. In: mittelhessen.de, abgerufen am 7. Februar 2013.
15. ↑  Bis zuletzt um Fuhrländer-Erhalt gekämpft. (Memento des Originals vom 24. September 2015 im Internet Archive)  Info: Der Archivlink wurde automatisch eingesetzt und noch nicht geprüft. Bitte prüfe Original- und Archivlink gemäß Anleitung und entferne dann diesen Hinweis. In: Siegener Zeitung, 1. März 2013, abgerufen am 3. März 2013.
16. ↑  Lichtblick für kleinen Teil der Fuhrländer-Belegschaft. (Seite nicht mehr abrufbar, festgestellt im März 2025. Suche in Webarchiven)  Info: Der Link wurde automatisch als defekt markiert. Bitte prüfe den Link gemäß Anleitung und entferne dann diesen Hinweis. In: SWR.de, 28. Februar 2013, abgerufen am 3. März 2013.
17. ↑  FL 3000 Produktbroschüre (Seite nicht mehr abrufbar, festgestellt im April 2018. Suche in Webarchiven) (PDF; 410 kB), Website von Fuhrländer, abgerufen am 10. Dezember 2011.
18. ↑  Kompaktgetriebe schafft Platz im Maschinenhaus. (Memento des Originals vom 26. Mai 2012 im Internet Archive)  Info: Der Archivlink wurde automatisch eingesetzt und noch nicht geprüft. Bitte prüfe Original- und Archivlink gemäß Anleitung und entferne dann diesen Hinweis. In: VDI nachrichten, 13. April 2012, abgerufen am 13. April 2012.
19. ↑  Hybridtechnik bringt Freiraum in der Gondel. (Memento des Originals vom 14. November 2012 im Internet Archive)  Info: Der Archivlink wurde automatisch eingesetzt und noch nicht geprüft. Bitte prüfe Original- und Archivlink gemäß Anleitung und entferne dann diesen Hinweis. In: VDI nachrichten, 13. April 2012, abgerufen am 13. April 2012.
20. ↑  FL 3000 Technik. (Memento vom 10. Juli 2012 im Internet Archive) Website von Fuhrländer, abgerufen am 10. Dezember 2011.
21. ↑  Fuhrländers Drei-MW-Konzept im Test. (Memento vom 20. Oktober 2013 im Internet Archive) In: Erneuerbare Energien, 2. Oktober 2013, abgerufen am 31. Oktober 2013.